# Epacternis
Epacternis är ett släkte av fjärilar. Epacternis ingår i familjen mott.
Kladogram enligt Catalogue of Life:
| Epacternis | \| \| Epacternis lycalis \| \| \| \| \| \| Epacternis porphyraspis \| \| \| \| |
|            | \| \| Epacternis lycalis \| \| \| \| \| \| Epacternis porphyraspis \| \| \| \| |
|            | Epacternis lycalis                                                             |
|            |                                                                                |
|            | Epacternis porphyraspis                                                        |
|            |                                                                                |